# Paikuse
Paikuse est un petit bourg de la commune de Paikuse du comté de Pärnu en Estonie .
Au 31 décembre 2011, il compte 2254 habitants.